# Seznam italských regionů podle nejvyššího bodu
Toto je seznam italských regionů podle nejvyššího bodu. Itálie má 20 regionů, ale v jednom případě (Serra Dolcedorme) je nejvyšší bod sdílen mezi dvěma z nich (Basilicata a Kalábrie), takže je uvedeno pouze 19 nejvyšších bodů.

## Seznam

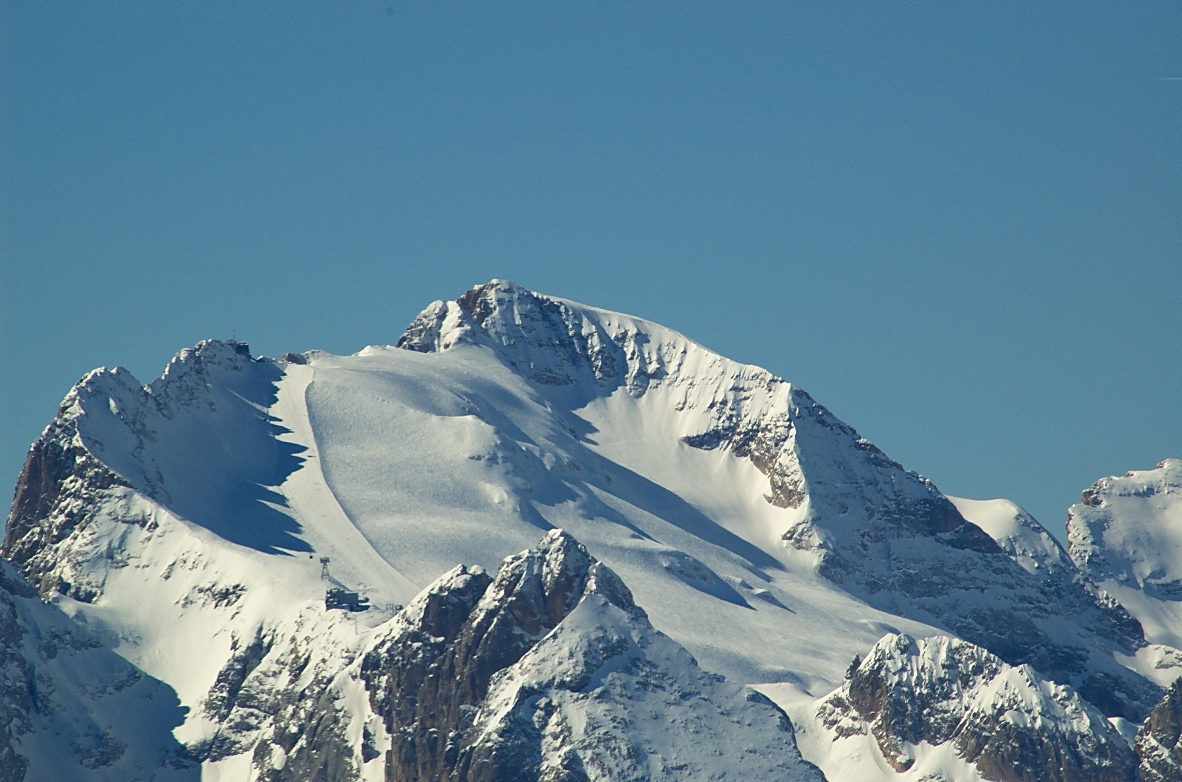
Marmolada, nejvyšší bod Benátska

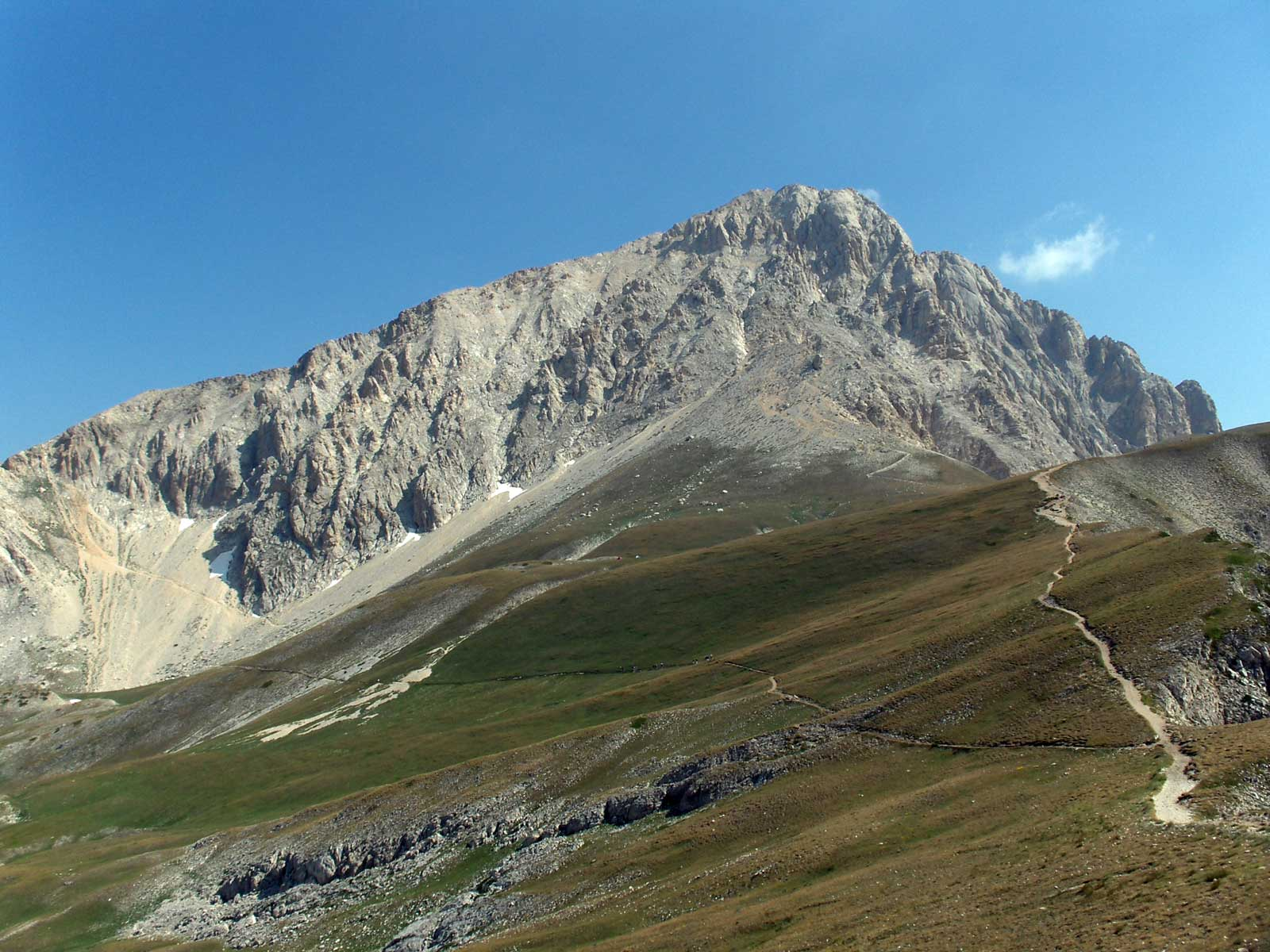
Corno Grande, nejvyšší bod střední Itálie

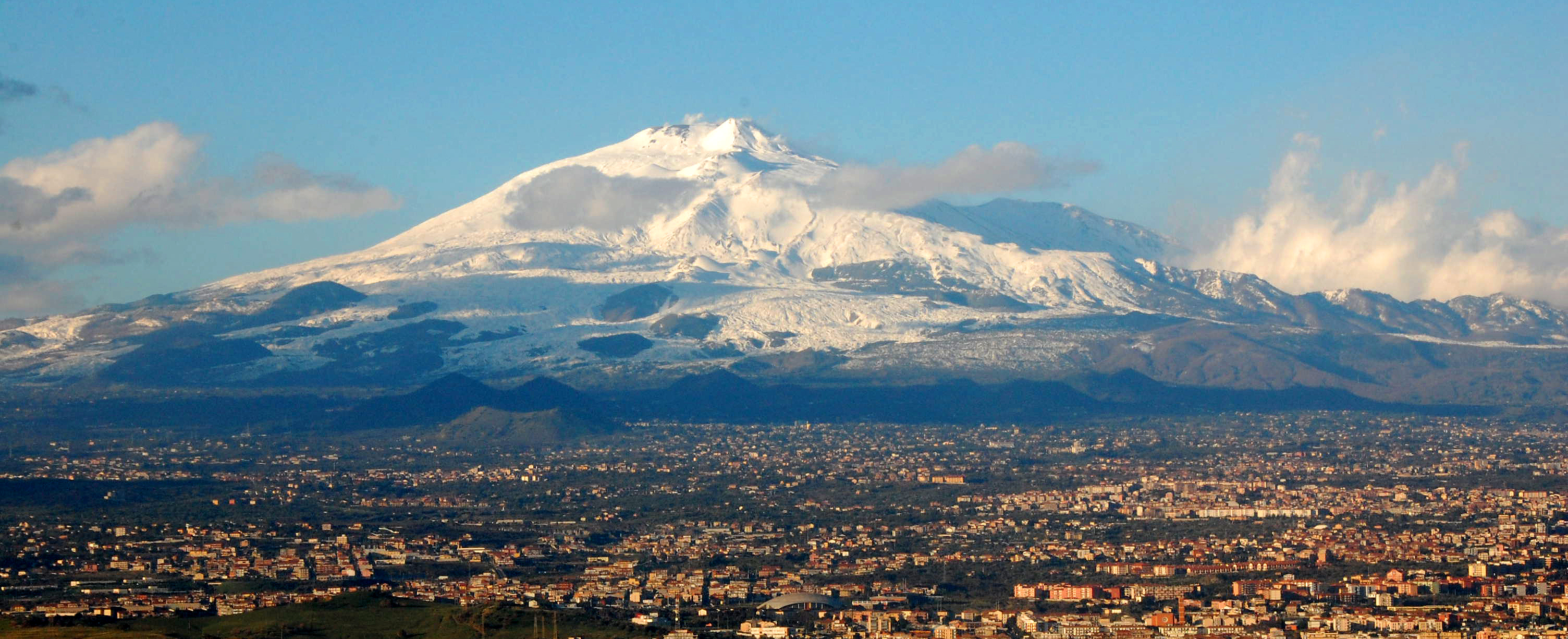
Etna na Sicílii (jižní Itálie)

| Region                    | Nejvyšší bod                   | Provincie            | Nadmořská výška |
| ------------------------- | ------------------------------ | -------------------- | --------------- |
| Údolí Aosty               | Mont Blanc                     | žádná                | 4 808 m         |
| Piemont                   | Grenzgipfel (Monte Rosa)       | Verbano-Cusio-Ossola | 4 618 m         |
| Lombardie                 | La Spedla (Piz Bernina)        | Sondrio              | 4 021 m         |
| Tridentsko-Horní Adiže    | Ortler/Ortles                  | Bolzano              | 3 902 m         |
| Sicílie                   | Etna                           | Katánie              | 3 343 m         |
| Benátsko                  | Marmolada                      | Belluno              | 3 342 m         |
| Abruzzo                   | Corno Grande (Gran Sasso)      | L'Aquila, Teramo     | 2 912 m         |
| Furlansko-Julské Benátsko | Hohe Warte                     | Udine                | 2 780 m         |
| Marche                    | Monte Vettore                  | Ascoli Piceno        | 2 476 m         |
| Lazio                     | Monte Gorzano                  | Rieti                | 2 458 m         |
| Umbrie                    | Cima del Redentore             | Perugia              | 2 448 m         |
| Basilicata                | Serra Dolcedorme (Pollino)     | Potenza              | 2 267 m         |
| Kalábrie                  | Serra Dolcedorme (Pollino)     | Cosenza              | 2 267 m         |
| Molise                    | Monte Meta                     | Isernia              | 2 242 m         |
| Ligurie                   | Monte Saccarello               | Imperia              | 2 201 m         |
| Emilia-Romagna            | Monte Cimone                   | Modena               | 2 165 m         |
| Toskánsko                 | Monte Prado                    | Lucca                | 2 054 m         |
| Kampánie                  | La Gallinola                   | Caserta              | 1 923 m         |
| Sardinie                  | Punta La Marmora (Gennargentu) | Nuoro, Ogliastra     | 1 834 m         |
| Apulie                    | Monte Cornacchia               | Foggia               | 1 152 m         |